# Madhu Nataraj
Madhu Nataraj, née le 24 février 1971, est une danseuse et chorégraphe classique et contemporaine indienne qui vit à Bangalore.

## Biographie
Madhu Nataraj est née le 21 février 1971 à Bangalore de M.S.Natarajan et Maya Rao, danseuse et chorégraphe.
Elle effectue sa scolarité à  Bangalore, et apprend la danse à l'Institut Natya de kathak et de chorégraphie, toujours à Bangalore. Elle étudie ensuite le journalisme à la Bharatiya Vidya Bhavan (en), et l’anthropologie à l'université nationale ouverte Indira Gandhi.
Nataraj approfondie sa formation de danse kathak auprès de sa mère, Maya Rao, de Chitra Venugopal et de Munna Shukla, et se forme en danse contemporaine à New York, notamment avec  au Jose Limon Centre,,. Elle s’intéresse également aux arts martiaux et au yoga.
En 1995, elle formalise une approche spécifique, et un centre de formation le STEM Dance Kampni. Le STEM est un acronyme de Space Time Energy  Movement. Le STEM Dance Kampni fusionne ensuite avec le Natya Institute of Kathak and Choreography, l’institut créé par sa mère Maya Rao. Ceci permet de proposer et d’enseigner au sein de cet institut indien le vocabulaire de la danse contemporaine, et de continuer à faire évoluer l’art de la danse en Inde,,. 
Elle crée des chorégraphies, y compris sur des thèmes sociaux tels que Khoria : Exploring feminity, feminism and sexuality, Crows, Caws, Facades : Insecurity and Us, ou Moh : In the Realm of Love sur les violences faites aux femmes,, et se produit dans divers festivals de danse tels que le Khajuraho Festival à Khajurâho, le Purana Quila Festival à Delhi, le Nritya Kriti organisée par la Sangeet Natak Akademi à Ahmedabad, le Kathak Mahotsav à Delhi, Lucknow et au Canada, ou encore le Kalanidhi International Dance Festival à Toronto.

## Prix
En 2010, Nataraj a reçu le Ustad Bismillah Khan Yuva Puraskar du Sangeet Natak Akademi dans le domaine de la danse créative et expérimentale.